# Golf von Venedig

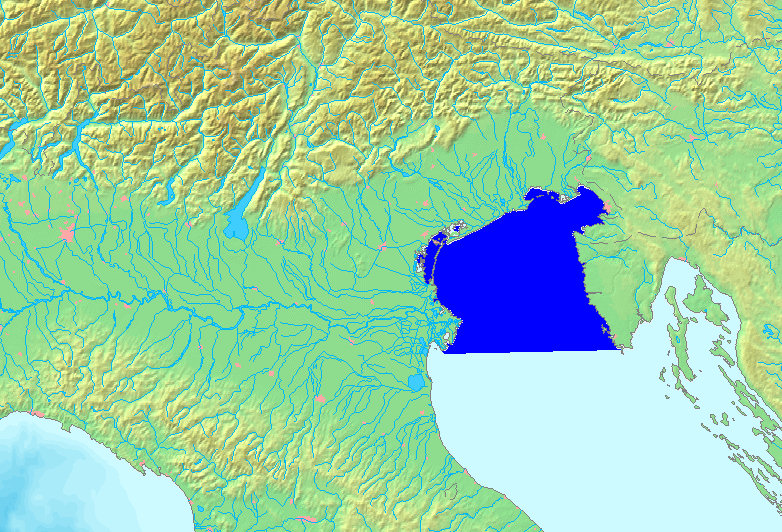
Lage des Golfs von Venedig

Der Golf von Venedig (italienisch: Golfo di Venezia, slowenisch: Beneški zaliv, kroatisch: Venecijanski zaljev) ist eine Meeresbucht im nördlichen Teil der Adria bzw. der Oberen Adria.
Die Küstenlinie des Golfs erstreckt sich vom Mündungsdelta des Po bis an das Kap Kamenjak in Istrien. In die Bucht münden neben dem Po weitere große Flüsse, wie der Tagliamento, der Piave, die Etsch und die Brenta. Ein bekannter Teil des Golfs ist die Lagune von Venedig. Sie entstand um 4000 v. Chr. durch Ablagerungen der Brenta und anderer Flüsse. In ihr liegt die namengebende Insel-Großstadt Venedig. 
Der Golf von Triest ist ebenfalls Teil des Golfs von Venedig. 
An die Meeresbucht grenzen die drei europäischen Staaten Italien, Slowenien und Kroatien.